# معرفة الفاضل والمفضول في القرآن
معرفة الفاضل والمفضول في القرآن من المباحث المهمة في علوم القرآن، والمقصود به أن بعض كلام الله أعظم في الأجر، ومضاعفة الثواب، بحسب انفعالات النفس، وخشيتها وتدبرها وتفكرها عند ورود أوصاف العلا، واختلف العلماء في التفاضل بين كلام الله، فذهب الشيخ أبو الحسن الأشعري والقاضي أبو بكر وأبو حاتم بن حبان، وغيرهم، إلى أنه لا فضل لبعض على بعض؛ لأن الكل كلام الله، وقال قوم بالتفضيل لظواهر الأحاديث، منهم إسحاق بن راهويه. وتوسط الشيخ عز الدين فقال: كلام الله في الله أفضل من كلام الله في غيره، وتفضل بعض آيات أسماء الله وصفاته على غيرها، والآيات الناسخة على المنسوخة، وكلام الله في القرآن على كلامه في الكتب السابقة.

## تعريفه
المقصود أن بعض كلام الله أعظم في الأجر، ومضاعفة الثواب، بحسب انفعالات النفس، وخشيتها وتدبرها وتفكرها عند ورود أوصاف العلا.
وقيل بل يرجع لذات اللفظ وأن ما تضمنه قوله تعالى: {وَإِلَهُكُمْ إِلَهٌ وَاحِدٌ لَا إِلَهَ إِلَّا هُوَ الرَّحْمَنُ الرَّحِيمُ} [سورة البقرة، آية: 163]، وآية الكرسي، وآخر سورة "الحشر"، وسورة "الإخلاص" من الدلالات على وحدانيته وصفاته ليس موجودا مثلا في سورة "المسد"، وما كان مثلها، فالتفضيل إنما هو بالمعاني العجيبة وكثرتها، لا من حيث الصفة، وهذا هو الحق.

## أهمية معرفة الفاضل والمفضول في القرآن
إن معرفة الفاضل من المفضول في كلام الله له أهمية كبيرة، فالفاضل منه يتحصل من تلاوته الأجر الأعظم، يقول ابن حبان: «إن الله لا يعطي لقارئ التوراة والإنجيل من الثواب ما يعطي لقاريء أم القرآن، إذ الله بفضله فضل هذه الأمة على غيرها من الأمم، وأعطاها الفضل على قراءة كلام الله أكثر مما أعطى غيرها من الفضل على قراءة كلامه، وهو فضل منه لهذه الأمة، وعدل منه على غيرها»، قال ابن حبان: وقوله أعظم سورة أراد به في الأجر، لا أن بعض القرآن أفضل من بعض.
ويمكن تلخيص أهمية معرفة الفاضل والمفضول في القرآن الى:
1. معرفة مراتب الحسنات والسيئات ليعرف خير الخيرين وشر الشرين.
2. معرفة ما يجب من ذلك وما لا يجب وما يستحب من ذلك وما لا يستحب.
3. معرفة شروط الإيجاب والاستحباب من الإمكان والعجز ونحو ذلك.
4. معرفة أصناف المخاطبين وأعيانهم، فيؤمر كل شخص بما هو الأصلح له في حالته من الطاعات.[7]

## من القرآن فاضل ومفضول
إن من القرآن "فاضل وهو كلام الله في الله، ومفضول وهو كلامه تعالى في غيره" فاضل ومفضول، وأنكر بعضهم أن يكون في كلام الله جل وعلا فاضل ومفضول، لأن كلمة مفضول توحي بالتنقص، لكن الأدلة الصحيحة الصريحة الثابتة عن النبي صلى الله عليه وسلم أن فيه الفاضل والمفضول، وأن آية الكرسي أعظم آية في كتاب الله، وأن سورة الإخلاص تعدل ثلث القرآن، وأعظم سورة في القرآن الفاتحة، هذه أدلة على أن فيه الفاضل والمفضول، فمن يقول: إن فضل قراءة سورة {قُلْ هُوَ اللَّهُ أَحَد}، مثل فضل قراءة سورة {تَبَّتْ يَدَا أَبِي لَهَبٍ وَتَب}؟ نعم، إذا تطرق الجدال والخلاف في هذا إلى التنقص منع التفضيل، لا لذاته بل لما يحتف به، كالتفضيل بين الأنبياء، قال صلى الله عليه وسلم، لا تخيروني على موسى، وقوله صلى الله عليه وسلم، لا ينبغي لعبد أن يقول أنا خير من يونس بن متى، وقوله صلى الله عليه وسلم، لا تخيروا بين الأنبياء، مع قوله تعالى: {تِلْكَ الرُّسُلُ فَضَّلْنَا بَعْضَهُمْ}، إذا اقتضى التفضيل التنقص للمفضول منع، وإذا سلم من ذلك فالأصل أن في الرسل أفضل وفيهم الفاضل، والآيات فيها الفاضل وفيها المفضول.
سورة {قُلْ هُوَ اللَّهُ أَحَد}، تعدل ثلث القرآن، ومع هذا فلا تقوم مقام آيات المواريث، والطلاق، والخُلْع، والعِدَد، ونحوها، بل هذه الآيات في وقتها وعند الحاجة إليها أنفع من تلاوة سورة الإخلاص.
ويُمنع التفضيل سواءً كان في الآيات أو بين الرسل، إذا أدّى هذا التفضيل إلى تنقص المفضول فيُمنع، فلا يُفضَّل بين الآيات ولا تتنقص ولا يترك بعضها؛ لأن بعض الناس "لا سيما من بعض الفرق المبتدعة" لا يقرأ سورة {تَبَّتْ يَدَا أَبِي لَهَبٍ وَتَب}؛ لأنها تتحدث في أبي لهب، وهو عم النبي صلى الله عليه وسلم ومن آل بيته، وعم الرجل صنو أبيه، وهذا على زعمهم إهانة للنبي صلى الله عليه وسلم، نسأل الله السلامة والعافية، فإذا أدى هذا إلى التنقص فيُمنع التفضيل.

## اختلاف العلماء في الفاضل والمفضول في القرآن
اختلف العلماء في التفاضل بين كلام الله، فذهب الشيخ أبو الحسن الأشعري والقاضي أبو بكر وأبو حاتم بن حبان، وغيرهم، إلى أنه لا فضل لبعض على بعض؛ لأن الكل كلام الله، وكذلك أسماؤه تعالى لا تفاضل بينهم، وروي معناه عن مالك، قال يحيى بن يحيى: تفضيل بعض القرآن على بعض خطأ. وكذلك كره مالك أن تعاد سورة، أو تُردَّد دون غيرها، واحتجوا بأن الأفضل يشعر بنقص المفضول وكلام الله حقيقة واحدة لا نقص فيه.
وقال قوم بالتفضيل لظواهر الأحاديث، منهم إسحاق بن راهويه، وغيره من العلماء. وتوسط الشيخ عز الدين فقال: كلام الله في الله أفضل من كلام الله في غيره، فـ {قُلْ هُوَ اللَّهُ أَحَدٌ} أفضل من {تَبَّتْ يَدَا أَبِي لَهَبٍ وَتَبَّ}، واختاره القاضي أبو بكر بن العربي.

### تفضيل آيات أسماء الله وصفاته على غيرها
إن الآيات التي تشتمل على تعديد أسماء الله تعالى، وبيان صفاته، والدلالة على عظمته، أفضل من التي ليست كذلك، بمعنى أن مخبراتها أسنى وأجل قدرا في قلوب التالين لها، والمتدبرين لمعانيها من المسلمين.

### تفضيل الآيات الناسخة على المنسوخة
قد تكون آيتا عمل في القرآن ثابتتان في التلاوة، إلا أن إحداهما منسوخة والأخرى ناسخة، فنقول: إن الناسخ خير، أي أن العمل بها أولى بالناس وأعود عليهم، وعلى هذا فيقال: آيات الأمر والنهي، والوعد والوعيد، خير من آيات القصص؛ لأن القصص إنما أريد بها تأكيد الأمر والنهي والتبشير، ولا غنى بالناس عن هذه الأمور، وقد يستغنون عن القصص، فكل ما هو أعود عليهم وأنفع لهم مما يجري مجرى الأصول، خير لهم مما يحصل تبعا لما لا بد منه.

### تفضيل بعض السور والآيات باعتبار آخر سوى الثواب الآجل
قد يقال سورة خير من سورة، أو آية خير من آية، بمعنى أن القارئ يتعجل له بقراءتها فائدة سوى الثواب الآجل، ويتأدى منه بتلاوتها عبادة، كقراءة آية الكرسي، والإخلاص، والمعوذتين، فإن قارئها يتعجل بقراءتها الاحتراز مما يخشى، والاعتصام بالله، ويتأدى بتلاوتها عبادة الله، لما فيها من ذكره سبحانه وتعالى بالصفات العلا على سبيل الاعتقاد لها، وسكون النفس إلى فضل ذلك بالذكر وبركته، فأما آيات الحُكم فلا يقع بنفس تلاوتها إقامة حُكم وإنما يقع بها علم.

## أحاديث في أفضل سورة في القرآن، وأفضل آية
روى البخاري عن أبي سعيد بن المعلى، أن النبي صلى الله عليه وسلم قال: «لأعلمنك سورة هي أعظم السور في القرآن، قبل أن تخرج من المسجد... ثم قال: {الْحَمْدُ لِلَّهِ رَبِّ الْعَالَمِينَ} [سورة الفاتحة، آية: 2]. هي السبع المثاني، والقرآن العظيم الذي أوتيته».
وعن أبي بن كعب، أن النبي صلى الله عليه وسلم قال له: «يا أبا المنذر أتدري أي آية من كتاب الله معك أعظم؟ قال: قلت: {اللَّهُ لَا إِلَهَ إِلَّا هُوَ الْحَيُّ الْقَيُّومُ} [سورة البقرة، آية: 255]. قال: فضرب في صدري، وقال: والله لِيَهْنِك العلم أبا المنذر».